# ジョン・エア (初代エア男爵)
初代エア男爵ジョン・エア（英語: John Eyre, 1st Baron Eyre、1720年 – 1781年9月30日）は、アイルランド王国の政治家、貴族。1748年から1768年までアイルランド庶民院議員を務めた。

## 生涯
聖職者ジャイルズ・エア（1750年2月17日没）と妻メアリー（Mary、旧姓コックス（Cox）、リチャード・コックスの娘）の息子として、1720年に生まれた。1738年7月15日にダブリン大学トリニティ・カレッジに入学、1754年にLL.D.の名誉学位を授与された。
1748年から1768年までゴールウェイ・バラ選挙区の代表としてアイルランド庶民院議員を務めた。1752年にゴールウェイ県長官を、1758年にキングス・カウンティ長官を務めた。1768年7月16日にアイルランド貴族であるゴールウェイ県におけるエアコートのエア男爵に叙され、1769年10月17日にアイルランド貴族院議員に就任した。
1781年9月30日にエアコートで死去、息子が夭折したため爵位は廃絶した。エアコートの地所は甥ジャイルズ（Giles、1829年没、子供あり）が継承した。

## 家族
1746年5月、イリナー・ヘップバーン（Eleanor Hepburn、旧姓ストーントン（Staunton）、1788年4月没、ジェームズ・ストーントンの娘）と結婚、1男1女をもうけた。
- ジョン（1747年6月洗礼 – 1747年7月4日埋葬）
- メアリー（1775年11月没） - 1760年10月11日、フランシス・コールフィールド閣下（Hon. Francis Caulfeild、1775年11月没、第3代チャールモント子爵ジェームズ・コールフィールドの息子）と結婚、子供あり[3]